# Erythrochiton gymnanthus
Erythrochiton gymnanthus es una especie en peligro de extinción perteneciente a la familia de las rutáceas. Es nativa de los Neotrópicos.

## Descripción
Erythrochiton gymnanthus es un arbusto o pequeño árbol que alcanza un tamaño de entre 1,5 y 6 metros de altura. Las ramas jóvenes son glabras. Cada rama lleva un penacho de hojas. Las hojas son alternas y unifoliadas de 14,5 a 36,4 centímetros de largo y entre 3,5 y 11 centímetros de ancho. Las hojas son obovadas u oblanceoladas, a veces estrecha. Son cuneadas y decurrentes en la base. La superficie es lisa con pecíolo de 0,5 a 3 cm. Las flores son blancas. La corola es de 4,5 a 6 centímetros de diámetro. El fruto es una cápsula que se forma por 4 a 5 carpelos glabros. El tiempo de floración es de abril a julio.

## Distribución y hábitat
Erythrochtion gymnanthus es endémica  de Costa Rica , en particular de las regiones de Puntarenas y Alajuela y en el parque nacional Carara. Crece principalmente a una altitud de 20 a 100 metros en los bosques húmedos.

## Taxonomía
Erythrochiton gymnanthus fue descrita  por  Jacquelyn Ann Kallunki  y publicado en Brittonia 44(2): 132–134, f. 6, en el año 1992.